# 水原浩一
水原 浩一（みずはら こういち、1909年4月1日 - 1969年5月7日）は、日本の俳優である。出生名岩水 剣二（いわみ けんじ）、のちに本名を土肥 剣二（どい けんじ）とした。旧芸名水原 洋一（みずはら よういち）のほか、名乗った芸名が多数である。⇒ #芸名

## 人物・来歴
1909年（明治42年）4月1日、広島県呉市に生まれる。
長じて東京に移り、1924年（大正13年）12月、数え16歳（満15歳）で澤田正二郎らの新国劇に参加して剣劇（剣戟舞台）を始め、「土肥 了平」の名で舞台に立つ。1926年（大正15年）には、高松豊次郎のタカマツ・アズマプロダクションに入社、「土肥 一成」の名で映画界にデビュー、河原侃二や草間実の主演映画に助演する。翌1927年（昭和2年）には河原侃二とともに松竹蒲田撮影所に移籍している。
京都に移ってマキノ・プロダクションを経て1927年（昭和2年）7月、同年に甲陽撮影所を閉鎖して等持院の京都撮影所（所長小笹正人）を製作拠点とした東亜キネマに移籍、「土肥 了治」と改名する。この時期、同社の経営から八千代生命が撤退し高村正次が撮影所長に就任、1931年（昭和6年）4月15日に公開された現代劇『都会を縫ふ針』で歌川絹枝、岡田静江の相手役に抜擢されたのを機に「水原 洋一」と改名する。同年9月、同撮影所は東活映画等持院撮影所（所長安倍辰五郎）となって高村が退陣、水原は高村が直木三十五と設立した大衆文芸映画社に移籍し、翌1932年（昭和7年）3月10日に新興キネマが配給して公開された『遙かなる風』に助演している。同年11月、東活映画社の急速な崩壊・解散を受けて、マキノ・プロダクション跡地である御室撮影所に高村が設立した宝塚キネマ興行に移籍した。翌年の1933年（昭和8年）正月に封切られた『涙の天使』を初めとして、同社では主演俳優として活躍したが、同社も同年末には解散している。1934年（昭和9年）6月に御室撮影所に田中伊助が設立したエトナ映画社に参加、主力俳優となったが、同社も設立半年後の1935年（昭和10年）4月には解散した。同撮影所は引き続き、同年2月に設立された極東映画が使用し、水原は同社に入社、同社でのみ「水原 宏二」を名乗り、羅門光三郎が主演するサイレントの剣戟映画に助演する。
同年12月末、太秦帷子ヶ辻中開町（現在の右京区太秦堀ヶ内町）にマキノ正博が新しく撮影所を建設・設立したマキノトーキー製作所に、翌1936年（昭和11年）に第二期入社で参加する。当初、「水原 洋一」あるいは「水原 庸一」と名乗っていたが、「水原 蛟一郎」と改名して定着する。同社は1937年（昭和12年）4月に解散し、マキノ正博、澤村國太郎、光岡龍三郎、同期の田村邦男、團徳麿、志村喬、大倉千代子、大久保清子らとともに、日活京都撮影所に移籍した。
1938年（昭和13年）には日活を退社、満29歳になる同年4月にはに東京に戻って大都映画に移籍、芸名を「水原 洋一」に戻して現代劇を中心としたスター俳優となった。1942年（昭和17年）1月27日、戦時統合によって大映が設立され、大都映画は合併して撮影所は閉鎖されたが、水原は同社に継続入社する。
満34歳で第二次世界大戦の終戦を迎え、戦後も引き続き、大映京都撮影所（かつての日活京都撮影所）に所属し、時代劇の脇役を務めた。一時は「映画界の暴れん坊」の異名をもち逸話の多い人物であったが、戦後は円熟味を得て温厚な人物として信頼を受けた。『日本映画俳優全集・男優編』には1955年（昭和30年）7月12日に公開された『銭形平次捕物控 どくろ駕籠』をもって「水原 浩一」と改名、とあるが、同年6月25日に公開された『踊り子行状記』のほうが公開日が早い。大映東京撮影所が製作し、1967年（昭和43年）7月15日に公開された『女賭博師』（監督弓削太郎）に始まる同シリーズでは、任侠の世界に詳しかった水原が、指導にあたっている。
1969年（昭和44年）5月7日、肝臓がんのため京都市右京区桂（現在の同市西京区桂）の京都桂病院で死去した。満60歳没。

## 芸名
- 岩水 剣二 （いわみ けんじ） - 出生名
- 土肥 剣二 （どい けんじ） - のちの本名

- 土肥 了平 （どい りょうへい） - 新国劇
- 土肥 一成 （どい かずなり） - タカマツ・アズマプロダクション
- 土肥 了治 （どい りょうじ） - 東亜キネマ
- 水原 洋一 （みずはら よういち） - 宝塚キネマ興行、エトナ映画社、日活京都撮影所、大都映画、大映京都撮影所
- 水原 宏二 （みずはら こうじ） - 極東映画
- 水原 庸一 （みずはら こういち） - マキノトーキー製作所（初期）
- 水原 蛟一郎 （みずはら こういちろう） - マキノトーキー製作所
- 水原 浩一 （みずはら こういち） - 大映京都撮影所（戦後）

## フィルモグラフィ
すべてクレジットは「出演」である。東京国立近代美術館フィルムセンター（NFC）所蔵等の上映用プリントの現存状況についても記す。同センター等に所蔵されていないものは、とくに1940年代以前の作品についてはほぼ現存しないフィルムである。

### タカマツ・アズマプロダクション
すべて製作・配給は「タカマツ・アズマプロダクション」である。すべて「土肥一成」名義。
- 『銅銭会事変』 : 監督横田豊秋（宇留木浩）、1926年7月1日公開 - 紫組丹左衛門
- 『黄門漫遊記』 : 監督高松操、1926年10月3日公開 - 関守市川重内
- 『流転地獄』 : 監督高松操、1926年製作・公開 - まむしの仁三
- 『愛染手網 前後篇』 : 監督高松操、1927年製作・公開 - 槇田兵衛（友人）
- 『辻切縦横組』 : 監督荒川清、1927年3月25日公開 - 目明し伝吉

### 東亜キネマ京都撮影所
すべて製作は「東亜キネマ京都撮影所」、配給は「東亜キネマ」である。特筆以外すべて「土肥了治」名義。
- 『都会双曲線』 : 監督井出錦之助、1930年4月5日公開
- 『妻吾小唄』 : 監督福西ジョージ（福西譲治）、1930年9月6日公開
- 『この女を身よ』 : 監督米沢正夫、1930年9月22日公開
- 『黄昏の笑顔』 : 監督久保義郎、1930年11月7日公開
- 『涙恨歌』 : 監督井出錦之助、1931年1月21日公開
- 『都会を縫ふ針』 : 監督福西譲治、「水原洋一」名義、1931年4月15日公開

### 宝塚キネマ興行
特筆以外すべて製作・配給は「宝塚キネマ興行」である。すべて「水原洋一」名義。
- 『遙かなる風』 : 監督福西譲治、製作大衆文芸映画社、配給新興キネマ、1932年3月10日公開 - 三橋の同僚藤島芳也
- 『涙の天使』 : 監督米沢正夫、1933年1月10日公開 - 主演
- 『楽園へ帰る夫』 : 監督福西ジョージ、1933年2月8日公開 - 主演
- 『江戸姿紫頭巾』 : 監督後藤岱山、1933年3月8日公開 - 主演
- 『死の薄化粧』 : 監督久保文憲（久保為義）、1933年4月7日公開 - 主演
- 『霧の中に立つ女』 : 監督鈴木日出男、1933年6月15日公開 - 主演
- 『片仮名仁義』 : 監督高村正次、1934年1月14日公開 - 主演
- 『田宮坊太郎 春風礫の剣法』 : 監督堀江大生・外山凡平・真野健次、1934年製作 - 柳生飛騨守、現存（NFC所蔵[11]）
- 『日本人なればこそ』 : 監督三枝源次郎、製作太秦発声映画、配給日活、1934年8月22日公開
- 『霧隠忍術旅』 : 監督各務二郎（並木鏡太郎）、製作・配給エトナ映画社、1935年1月27日公開
- 『鉄の爪』 : 監督後藤岱山、製作・配給エトナ映画社、1935年1月31日公開 - 現存（NFC所蔵[11]）
- 『処女を護れ』 : 監督後藤岱山、製作・配給エトナ映画社、1935年製作・公開 - 主演

### 極東映画
すべて製作・配給は「極東映画」である。すべて「水原宏二」名義。
- 『血煙天竜川』 : 監督山口哲平、1935年8月9日公開[13]
- 『伊達誠忠録』 : 監督仁科熊彦、1935年10月15日公開 - 伊達安芸
- 『風雲髭往来』 : 監督稲葉蛟児、1936年5月22日公開 - 目明し伝吉

### マキノトーキー製作所
初期の特筆以外すべて製作・配給は「マキノトーキー製作所」である。特筆以外すべて「水原蛟一郎」名義。
- 『旅の馬鹿安』 : 監督松田定次、配給千鳥興行、「水原洋一」名義、1936年2月7日公開 - 粂二
- 『國定忠治 信州子守唄』 : 監督マキノ正博、配給千鳥興行、1936年2月18日公開 - 19分の部分が現存（NFC所蔵[11]）
- 『丹下左膳 乾雲必殺の巻 第一篇』 : 監督マキノ正博、応援監督久保為義・松田定次・広瀬五郎、配給千鳥興行、「水原庸一」名義、1936年3月15日公開 - 鼓の与吉[10]
- 『丹下左膳 坤竜呪縛之巻』 : 監督マキノ正博、応援監督久保為義・松田定次・広瀬五郎、配給千鳥興行、「水原庸一」名義、1936年4月1日公開 - 鼓の与吉[10]
- 『次郎長裸旅』 : 監督久保為義・マキノ正博・根岸東一郎、配給千鳥興行、1936年4月15日公開 - 佐太郎[15]、25分の部分が現存（NFC所蔵[11]）
- 『加賀見山』 : 監督根岸東一郎・マキノ正博、配給千鳥興行、「水原庸一」名義、1936年4月29日公開 - 三四郎[9]、51分尺で現存（NFC所蔵[11]）
- 『平仮名恋愛帖』 : 監督根岸東一郎・マキノ正博、配給千鳥興行、1936年5月28日公開 - 主演
- 『江戸の花和尚』 : 監督根岸東一郎・マキノ正博、配給千鳥興行、1936年6月13日公開
- 『修羅八荒 第一篇』 : 監督マキノ正博、応援監督中川信夫、配給千鳥興行、1936年7月1日公開 - 岡ッ引行蔵
- 『修羅八荒 第二篇』 : 監督マキノ正博・久保為義、配給千鳥興行、1936年7月15日公開 - 岡ッ引行蔵
- 『修羅八荒 第三篇』 : 監督マキノ正博・中川信夫、配給千鳥興行、1936年7月31日公開 - 岡ッ引行蔵
- 『まんじ蜘蛛』 : 監督久保為義、配給千鳥興行、1936年8月29日公開 - 平六（スリ）
- 『喧嘩大明神』 : 監督牧ノ陶六（マキノ正博）、1936年10月15日公開 - 小諸の政吉[14]
- 『忠烈肉弾三勇士』 : 監督マキノ正博、1936年11月29日公開
- 『青春五人男 前篇』 : 監督マキノ正博、応援監督姓丸浩、1937年1月10日公開
- 『青春五人男 後篇』 : 監督マキノ正博・姓丸浩、1937年1月24日公開
- 『女左膳 第一篇妖火の巻』 : 監督中川信夫・マキノ正博、1937年2月14日公開 - 丸の一
- 『女左膳 第二篇魔剣の巻』 : 監督中川信夫・マキノ正博、1937年2月28日公開 - 丸の一
- 『都会の狼』[3]（『都会の娘』[14]） : 監督山下元、1937年3月10日公開 - 主演

### 日活京都撮影所
すべて製作は「日活京都撮影所」、配給は「日活」である。特筆以外すべて「水原洋一」名義。
- 『薫風一騎』 : 監督菅沼完二、「水原蛟一郎」名義、1937年7月8日公開 - 侍・宮金次郎
- 『女賊変化』 : 監督倉谷勇、1937年10月7日公開 - 番頭・忠助
- 『水戸黄門廻国記』 : 監督池田富保、1937年10月14日公開 - 甚兵衛
- 『国定忠治』 : 監督マキノ正博、1937年10月18日公開 - 常吉
- 『江戸の荒鷲』 : 監督マキノ正博、1937年11月4日公開 - 飯飼五郎太夫
- 『続浮名三味線』 : 監督衣笠十四三、1937年12月1日公開 - 猫脚の三八
- 『自来也』（戦後改題『忍術三妖伝』） : 監督マキノ正博、1937年12月31日公開 - 天眼磯兵衛、現存（NFC所蔵[11]）
- 『白浪五人男』 : 監督荒井良平、1938年1月7日公開 - 鳶の者松公
- 『無法者銀平』 : 監督稲垣浩、1938年1月14日公開 - 飛田龍太郎

### 大都映画
すべて製作・配給は「大都映画」である。すべて「水原洋一」名義。
- 『貞操禍』 : 監督吉村操、1938年6月23日公開
- 『素晴らしき一週間』 : 監督田坂実、1938年7月28日公開
- 『断髪と桃割れ』 : 監督和田敏三、1938年8月4日公開 - 主演
- 『佐渡の夢唄』 : 監督和田敏三、1938年9月1日公開
- 『侠艶録』 : 監督中島宝三、1938年10月27日公開 - 主演
- 『轟く天地』 : 監督大伴竜三、1938年11月3日公開 - 主演
- 『爆弾児』 : 監督吉村操、1938年11月17日公開
- 『田舎大学』 : 監督小崎政房、1939年1月22日公開
- 『女片手無念流 前篇』 : 監督後藤昌信（後藤岱山）、1939年2月1日公開
- 『女片手無念流 後篇』 : 監督後藤昌信（後藤岱山）、1939年2月8日公開
- 『軍国の処女』 : 監督和田敏三、1939年3月8日公開
- 『看板裏』 : 監督小崎政房、1939年3月23日公開
- 『空中劇場 前篇』 : 監督石山稔、1939年3月30日公開
- 『花嫁極楽島』 : 監督吉村操、1939年4月6日公開
- 『空中劇場 後篇』 : 監督石山稔、1939年4月13日公開
- 『背広戦線』 : 監督小崎政房、1939年5月4日公開 - 主演
- 『こんな御夫婦』 : 監督吉村操、1939年5月11日公開 - 主演
- 『子宝部隊』 : 監督八代毅、1939年6月1日公開
- 『土を焼く街』 : 監督和田敏三、1939年6月15日公開
- 『新妻』 : 監督和田敏三、1939年6月30日公開 - 主演
- 『潮』 : 監督小崎政房、1939年7月6日公開 - 主演
- 『涙の小舟』 : 監督山の内俊英（山内俊英）、1939年8月3日公開
- 『良人との秘密』 : 監督和田敏三、1939年8月17日公開 - 主演
- 『百万円事件』 : 監督吉村操、1939年8月31日公開
- 『怪電波の戦慄 第一篇 人間タンク出現篇』 : 監督山内俊英、1939年9月7日公開 - 学徒水原健
- 『怪電波の戦慄 第二篇 透明人間篇』 : 監督山内俊英、1939年9月14日公開 - 学徒水原健、、現存（NFC所蔵[11]）
- 『島の船唄』 : 監督和田敏三、1939年9月21日公開
- 『姉に泣く』 : 監督益田晴夫、1939年10月19日公開
- 『笑ひの面 第一篇』 : 監督山内俊英、1939年10月26日公開 - 笑ひの面/私立探偵菊池三郎、現存（NFC所蔵[11]）
- 『笑ひの面 第二篇』 : 監督山内俊英、1939年11月8日公開
- 『故郷の煙』 : 監督小崎政房、1939年11月15日公開 - 主演
- 『ある看護婦の日記』 : 監督吉村操、1939年11月30日公開
- 『この母にしてこの子あり』 : 監督吉村操、1940年1月10日公開
- 『シベリヤお菊』 : 監督吉村操・和田敏三、1940年2月1日公開 - 主演
- 『黒潮に咲く花 前篇』 : 監督吉村操、1940年2月15日公開
- 『黒潮に咲く花 後篇』 : 監督吉村操、1940年2月22日公開
- 『螢の光窓の雪』 : 監督山内俊英、1940年2月29日公開
- 『神竜長州義士 前篇』 : 監督後藤昌信（後藤岱山）、1940年3月14日公開
- 『母の踏む路』 : 監督宇佐美彪、1940年3月21日公開
- 『神竜長州義士 後篇』 : 監督後藤昌信（後藤岱山）、1940年3月21日公開
- 『こゝろ妻 前篇』 : 監督吉村操、1940年4月3日公開
- 『こゝろ妻 後篇』 : 監督吉村操、1940年4月18日公開
- 『青春の歌』 : 監督水木栄一、1940年5月1日公開 - 主演
- 『祖国』 : 監督小崎政房、1940年5月25日公開
- 『美男葛 前後篇』 : 監督後藤昌信（後藤岱山）、1940年7月4日公開
- 『利根の夕焼け』 : 監督吉村操、1940年7月11日公開
- 『下町三人娘』 : 監督宇佐美彪、1940年9月5日公開
- 『浪人酒場』 : 監督大伴竜三、1940年9月19日公開 - 主演
- 『母なきあと』 : 監督小崎政房、1940年9月26日公開
- 『純情宵待草』 : 監督弥刀研二、1940年10月24日公開 - 主演
- 『杉野兵曹長の妻』 : 監督山内俊英、1940年10月31日公開 - 忠一の成年後（主演）、現存（NFC所蔵[11]）
- 『生きる強さ 前後篇』 : 監督小崎政房、1940年11月21日公開
- 『祖国を護れ』 : 監督和田敏三・宇佐美彪、1941年1月14日公開 - 主演
- 『時代の狼火』 : 監督大伴竜三、1941年2月27日公開
- 『女人一路』 : 監督小崎政房、応援監督和田敏三、1941年3月6日公開 - 主演
- 『逢初峠』 : 監督中島宝三、1941年4月3日公開
- 『風雲』 : 監督後藤昌信（後藤岱山）、1941年5月1日公開 - 慰志崎大吾
- 『大閤への使者』 : 監督益田晴夫、1941年5月8日公開
- 『少年野口英世』 : 監督山内俊英、1941年6月5日公開
- 『明治侠商伝天下の糸平』 : 監督佐伯幸三、1941年6月12日公開
- 『愛憎乱麻』 : 監督マキノ真三、1941年7月8日公開
- 『謎の白頭巾』 : 監督石山稔、1941年8月14日公開
- 『花火の舞』 : 監督白井戦太郎、1941年8月21日公開
- 『大空の遺書』 : 監督益田晴夫、1941年9月26日公開
- 『江戸の鷹』 : 監督石山稔、1941年10月30日公開
- 『次郎長封印切り』 : 監督山口哲平、1941年12月4日公開
- 『疾風馬車』 : 監督小崎政房、1942年1月7日公開 - 主演
- 『戦陣訓 母と戦場』 : 監督倉谷勇、1942年1月14日公開

### 大映京都撮影所
特筆以外すべて製作は「大映京都撮影所」、配給は「大映」である。すべて「水原洋一」あるいは「水原浩一」名義。
水原洋一
- 『新雪』 : 監督五所平之助、製作大映東京第二撮影所、配給映画配給社、1942年10月1日公開 - 國民學校 伊東訓導、現存（NFC所蔵[11]）
- 『華やかなる幻想』 : 監督佐伯幸三、製作大映東京第二撮影所、配給映画配給社、1943年3月4日公開
- 『重慶から来た男』 : 監督山本弘之、製作大映東京撮影所、配給映画配給社、1943年11月11日公開 - 赤沼十吉、現存（NFC所蔵[11]）
- 『龍虎伝』 : 監督森一生、1947年4月15日公開 - 梅吉、現存（NFC所蔵[11]）
- 『逃亡者』 : 監督仁科紀彦、1947年10月7日公開
- 『悪魔の乾杯』 : 監督丸根賛太郎、1947年10月21日公開 - 小牧直紀
- 『三本指の男』 : 監督松田定次、製作東横映画、配給大映、1947年12月9日公開 - 一柳隆二、現存（NFC所蔵[11]）
- 『三面鏡の恐怖』 : 監督久松静児、製作大映東京撮影所、配給大映、1948年6月14日公開 - 平原勝之助
- 『誰に恋せん』 : 監督牛原虚彦、製作大映東京撮影所、配給大映、1948年10月4日公開
- 『母』 : 監督小石栄一、製作大映東京撮影所、配給大映、1948年8月23日公開 - 検事、現存（NFC所蔵[11]）
- 『どぶろくの辰』 : 監督田坂具隆、製作大映東京撮影所、配給大映、1949年6月27日公開 - 張場、現存（NFC所蔵[11]）
- 『満月』 : 監督田中重雄、製作大映東京撮影所、配給大映、1949年7月25日公開
- 『獄門島』 : 監督松田定次、製作東横映画、配給東京映画配給、1949年11月20日公開 - 黒沼正平、現存（NFC所蔵[11]）
- 『獄門島 解明篇』 : 監督松田定次、製作東横映画、配給東京映画配給、1949年12月5日公開 - 黒沼正平
- 『にっぽんGメン 第二話 難船崎の血闘』 : 監督松田定次、製作東横映画、配給東京映画配給、1950年1月3日公開 - 安藤留吉[18]、現存（NFC所蔵[11]）
- 『獅子の罠』 : 監督松田定次、製作東横映画・大洋興行、配給東京映画配給、1950年5月13日公開 - 山田鉄三
- 『東海道は兇状旅』 : 監督久松静児、製作大映東京撮影所、配給大映、1950年7月22日公開
- 『姉妹星』 : 監督野淵昶、製作大映東京撮影所、配給大映、1950年12月16日公開
- 『お馴染み判官 あばれ神輿』 : 監督萩原遼、製作エノケンプロダクション・東映京都撮影所、配給東映、1951年7月6日公開
- 『毒蛇島綺談 女王蜂』 : 監督田中重雄、製作大映東京撮影所、配給大映、1952年2月1日公開 - 遊佐三郎
- 『丹下左膳』 : 監督マキノ雅弘、1953年7月1日公開 - 土生仙之助、現存（NFC所蔵[11]）
- 『続丹下左膳』 : 監督マキノ雅弘、1953年9月1日公開 - 土生仙之助、現存（NFC所蔵[11]）
- 『砂絵呪縛』 : 監督安田公義、1953年10月7日公開 - 神明紋吉
- 『続砂絵呪縛雪女郎』 : 監督安田公義、1953年10月27日公開 - 神明紋吉
- 『花の三度笠』 : 監督田坂勝彦、1954年1月3日公開 - 万吉、現存（NFC所蔵[11]）
- 『雪の夜の決闘』 : 監督衣笠貞之助、1954年2月3日公開 - 現存（NFC所蔵[11]）
- 『酔いどれ二刀流』 : 監督森一生、1954年4月7日公開 - 巾着切伝五郎、現存（NFC所蔵[11]）
- 『花の長脇差』 : 監督衣笠貞之助、1954年4月28日公開 - 石松、現存（NFC所蔵[11]）
- 『投げ唄左門二番手柄 釣天井の佝僂男』 : 監督荒井良平、1954年7月28日公開 - ましらの弥七
- 『赤穂義士』 : 監督荒井良平、1954年9月15日公開 - 仲間寅八
- 『お富さん』 : 監督天野信、1954年11月3日公開
- 『次男坊鴉』 : 監督弘津三男、1955年1月29日公開

水原浩一
- 『踊り子行状記』 : 監督安田公義、1955年6月26日公開
- 『銭形平次捕物控 どくろ駕籠』 : 監督田坂勝彦、1955年7月12日公開[1]
- 『かんかん虫は唄う』 : 監督三隅研次、1955年8月31日公開
- 『長崎の夜』 : 監督森一生、1955年9月13日公開[19] - 現存（NFC所蔵[12]）
- 『花の渡り鳥』 : 監督田坂勝彦、1956年1月3日公開 - 半鍋の栗造、現存（NFC所蔵[12]）
- 『新平家物語 義仲をめぐる三人の女』 : 監督衣笠貞之助、1956年1月15日公開[20] - 現存（NFC所蔵[12]）
- 『残菊物語』 : 監督島耕二、1956年4月23日公開 - 朝日座の頭取、現存（NFC所蔵[12]）
- 『怪猫五十三次』 : 監督加戸敏、1956年7月19日公開 - 田辺浩助
- 『折鶴七変化』 : 監督安田公義、1956年8月1日公開 - 巌物（下谷西光寺納骨堂の番人）
- 『続折鶴七変化』 : 監督安田公義、1956年8月8日公開 - 巌物（下谷西光寺納骨堂の番人）
- 『銭形平次捕物控 人肌蜘蛛』 : 監督森一生、1956年8月14日公開 - 菊藏、現存（NFC所蔵[12]）
- 『月形半平太 花の巻 嵐の巻』 : 監督衣笠貞之助、1956年10月17日公開[21] - 森田寛義、現存（NFC所蔵[12]）
- 『母白雪』 : 監督安田公義、1956年12月19日公開 - 岸
- 『編笠権八』 : 監督三隅研次、1956年12月28日公開[22] - 城介、現存（NFC所蔵[12]）
- 『銭形平次捕物控 まだら蛇』 : 監督加戸敏、1957年1月3日公開 - 猫安
- 『鼠小僧忍び込み控 子の刻参上』 : 監督田坂勝彦、1957年1月29日公開 - 服部久蔵（北町奉行同心）
- 『狙われた土曜日』 : 監督天野信、1957年4月16日公開 - 安井警部
- 『地獄花』 : 監督伊藤大輔、1957年6月25日公開 - 猿手、現存（NFC所蔵[12]）
- 『三日月秘文』 : 監督三隅研次、1957年7月9日公開 - 小原源助（与一郎の供侍）
- 『赤胴鈴之助 新月塔の妖鬼』 : 監督安田公義、1957年9月21日公開
- 『銭形平次捕物控 八人の花嫁』 : 監督田坂勝彦、1958年1月3日公開 - 石政
- 『陽気な仲間』 : 監督弘津三男、1958年3月18日公開 - よろずや仙造
- 『炎上』 : 監督市川崑、1958年8月19日公開 - 検事、現存（NFC所蔵[12]）
- 『執念の蛇』 : 監督三隅研次、1958年9月7日公開 - 紋三郎
- 『日蓮と蒙古大襲来』 : 監督渡辺邦男、1958年10月1日公開
- 『抜き足差し足忍び足』 : 監督天野信、1958年11月8日公開
- 『弁天小僧』 : 監督伊藤大輔、1958年11月29日公開 - 松造、現存（NFC所蔵[12]）
- 『銭形平次捕物控 雪女の足跡』 : 監督加戸敏、1958年12月28日公開[23] - 飛脚屋新助、現存（NFC所蔵[12]）
- 『遊太郎巷談』 : 監督田坂勝彦、1959年1月14日公開
- 『お嬢吉三』 : 監督田中徳三、1959年4月21日公開
- 『紅あざみ』 : 監督安田公義、1959年5月8日公開[24] - 猟師久四郎、現存（NFC所蔵[12]）
- 『濡れ髪三度笠』 : 監督田中徳三、1959年8月1日公開 - 川辺甚之丞、現存（NFC所蔵[12]）
- 『かげろう絵図』 : 監督衣笠貞之助、1959年9月27日公開[25] - 酒井方之助、現存（NFC所蔵[12]）
- 『薄桜記』 : 監督森一生、1959年11月22日公開 - 現存（NFC所蔵[12]）
- 『怪談累が淵』 : 監督安田公義、1960年6月26日公開 - 三五郎
- 『切られ与三郎』 : 監督伊藤大輔、1960年7月10日公開 - 松五郎、現存（NFC所蔵[12]）
- 『元禄女大名』 : 監督安田公義、1960年9月9日公開 - 徳田、現存（NFC所蔵[12]）
- 『大菩薩峠』 : 監督三隅研次、1960年10月18日公開 - 赤目、現存（NFC所蔵[12]）
- 『一本刀土俵入』 : 監督安田公義、1960年11月9日公開 - おぶの甚太、現存（NFC所蔵[12]）
- 『好色一代男』 : 監督増村保造、製作大映東京撮影所、配給大映、1961年3月21日公開 - 見物人、現存（NFC所蔵[12]）
- 『風と雲と砦』 1961年2月22日
- 『おけさ唄えば』 : 監督森一生、1961年4月5日公開
- 『喧嘩富士』 : 監督渡辺邦男、1961年4月26日公開[26] - 丑五郎、現存（NFC所蔵[12]）
- 『うっちゃり姫君』 : 監督田坂勝彦、1961年5月10日公開 - 根来重四郎
- 『怪談蚊喰鳥』 : 監督森一生、1961年7月5日公開 - 男、現存（NFC所蔵[12]）
- 『小太刀を使う女』 : 監督池広一夫、1961年8月13日公開
- 『鯉名の銀平』 : 監督田中徳三、1961年8月27日公開 - 岩角の多治郎、現存（NFC所蔵[12]）
- 『釈迦』 : 監督三隅研次、1961年11月1日公開 - 牢番甲
- 『かげろう侍』 : 監督池広一夫、1961年11月19日公開
- 『続 惡名』 : 監督田中徳三、1961年12月17日公開 - 松島一家の幹部乙、現存（NFC所蔵[12]）
- 『青葉城の鬼』 : 監督三隅研次、1962年9月1日公開[27][28] - 現存（NFC所蔵[12]）
- 『剣に賭ける』 : 監督田中徳三、1962年9月16日公開
- 『殺陣師段平』 : 監督瑞穂春海、1962年9月30日公開 - 辻、現存（NFC所蔵[12]）
- 『続・座頭市物語』 : 監督森一生、1962年10月12日公開 - 勘造、現存（NFC所蔵[12]）
- 『忍びの者』 : 監督山本薩夫、1962年12月1日公開 - 五右衛門の父、現存（NFC所蔵[12]）
- 『新選組始末記』 : 監督三隅研次、1963年1月3日公開[29] - 現存（NFC所蔵[12]）
- 『雪之丞変化』 : 監督市川崑、1963年1月13日公開 - 三婆の家臣、現存（NFC所蔵[12]）
- 『江戸無情』 : 監督西山正輝、1963年5月22日公開 - 万太、現存（NFC所蔵[12]）
- 『対決』 : 監督安田公義、1963年5月29日公開[30] - 斎田満之進、現存（NFC所蔵[12]）
- 『手討』 : 監督田中徳三、1963年5月29日公開[31] - 鐘鬼半兵衛、現存（NFC所蔵[12]）
- 『座頭市兇状旅』 : 監督田中徳三、1963年8月10日公開
- 『悪名波止場』 : 監督森一生、1963年9月7日公開
- 『越前竹人形』 : 監督吉村公三郎、1963年10月5日公開 - 現存（NFC所蔵[12]）
- 『座頭市喧嘩旅』 : 監督安田公義、1963年11月30日公開 - 鎌七
- 『新・忍びの者』 : 監督森一生、1963年12月28日公開
- 『剣』 : 監督三隅研次、1964年3月14日公開 - 現存（NFC所蔵[12]）
- 『座頭市千両首』 : 監督池広一夫、1964年3月14日公開
- 『昨日消えた男』 : 監督森一生、1964年4月18日公開
- 『眠狂四郎円月斬り』 : 監督安田公義、1964年5月23日公開
- 『無宿者』 : 監督三隅研次、1964年8月8日公開
- 『眠狂四郎女妖剣』 : 監督池広一夫、1964年10月17日公開
- 『博徒ざむらい』 : 監督森一生、1964年11月14日公開
- 『忍びの者 続・霧隠才蔵』 : 監督池広一夫、1964年12月30日公開
- 『眠狂四郎炎情剣』 : 監督三隅研次、1965年1月13日公開
- 『赤い手裏剣』 : 監督田中徳三、1965年2月20日公開 - 九兵樹
- 『暴れ犬』 : 監督森一生、1965年3月6日公開
- 『若親分』 : 監督池広一夫、1965年3月13日公開
- 『眠狂四郎魔性剣』 : 監督安田公義、1965年5月1日公開
- 『忍びの者 伊賀屋敷』 : 監督森一生、1965年6月12日公開
- 『無法松の一生』 : 監督三隅研次、1965年7月14日公開[32] - 現存（NFC所蔵[12]）
- 『若親分出獄』 : 監督池広一夫、1965年8月14日公開
- 『座頭市逆手斬り』 : 監督森一生、1965年9月18日公開 - 片瀬の鳥蔵
- 『剣鬼』 : 監督三隅研次、1965年10月16日公開
- 『悪名無敵』 : 監督田中徳三、1965年10月27日公開 - 親分
- 『若親分喧嘩状』 : 監督池広一夫、1966年1月1日公開
- 『忍びの者 新・霧隠才蔵』 : 監督森一生、1966年2月12日公開
- 『眠狂四郎多情剣』 : 監督井上昭、1966年3月12日公開
- 『座頭市の歌が聞える』 : 監督田中徳三、1966年5月3日公開 - 弥平
- 『大殺陣 雄呂血』 : 監督田中徳三、1966年7月2日公開 - 田所常右衛門、現存（NFC所蔵[12]）
- 『大魔神怒る』 : 監督三隅研次、1966年8月13日公開 - 土肥嘉門、現存（NFC所蔵[12]）
- 『眠狂四郎無頼剣』 : 監督三隅研次、1966年11月9日公開
- 『女の賭場』 : 監督田中重雄、製作大映東京撮影所、配給大映、1966年11月26日公開[33] - 現存（NFC所蔵[12]）
- 『新書・忍びの者』 : 監督池広一夫、1966年12月10日公開
- 『座頭市鉄火旅』 : 監督安田公義、1967年1月3日公開
- 『若親分を消せ』 : 監督中西忠三、1967年2月11日公開
- 『陸軍中野学校 密命』 : 監督井上昭、1967年6月17日公開
- 『女賭博師』 : 監督弓削太郎、製作大映東京撮影所、配給大映、1967年7月15日公開
- 『座頭市牢破り』 : 監督山本薩夫、製作勝プロダクション・大映京都撮影所、配給大映、1967年8月12日公開 - 百姓伍平、現存（NFC所蔵[12]）
- 『なみだ川』 : 監督三隅研次、1967年10月28日公開[34] - 現存（NFC所蔵[12]）
- 『悪名十八番』 : 監督森一生、1968年1月13日公開
- 『妖怪百物語』 : 監督安田公義、1968年3月20日公開 - 藤兵衛、現存（NFC所蔵[12]）
- 『秘録おんな蔵』 : 監督森一生、1968年7月13日
- 『女賭博師尼寺開帳』 : 監督田中重雄、製作大映東京撮影所、配給大映、1968年7月27日公開
- 『座頭市果し状』 : 監督安田公義、1968年8月10日公開 - 仙之助
- 『女賭博師絶縁状』 : 監督田中重雄、製作大映東京撮影所、配給大映、1968年9月21日公開
- 『女賭博師みだれ壺』 : 監督田中重雄、製作大映東京撮影所、配給大映、1968年12月28日公開
- 『出獄四十八時間』 : 監督森一生、1969年2月8日公開 - 三沢市造
- 『女賭博師さいころ化粧』 : 監督井上芳夫、製作大映東京撮影所、配給大映、1969年2月8日公開
- 『博徒一代 血祭り不動』 : 監督安田公義、1969年2月22日公開
- 『東海道お化け道中』 : 監督安田公義・黒田義之、1969年3月12日公開 - 彫辰